# Männer-Handballnationalmannschaft von Martinique
Die Männer-Handballnationalmannschaft von Martinique repräsentiert den Handballverband von Martinique als Auswahlmannschaft auf internationaler Ebene bei Länderspielen im Handball gegen Mannschaften anderer nationaler Verbände.

## Geschichte
Die Dominica Handball Association ist seit 2011 Mitglied in der Internationalen Handballföderation (IHF) und seit 2019 in der Handballkonföderation Nordamerikas und der Karibik (NACHC). Die Nationalmannschaft befindet sich noch im Aufbau und nahm erstmals im Jahr 2019 an einem internationalen Turnier teil, als sie bei der IHF North American and Caribbean Emerging Nations Championship antrat und Platz 6 bei zwölf Mannschaften belegte. Bei diesem, vom Weltverband organisierten Turnier für Handballentwicklungsländer in Nordamerika und der Karibik schlug sie in der Vorrunde Trinidad und Tobago (55:9) und Mexiko (27:26). Im Viertelfinale scheiterte sie am späteren Turniersieger Kuba mit 16:32. In der Platzierungsrunde siegte man gegen Haiti (48:17) und unterlag im Spiel um Platz 5 gegen Mexiko (26:27).